# NHL Amateur Draft 1969
Der NHL Amateur Draft 1969, die jährliche Talentziehung der National Hockey League, fand am 12. Juni 1969 im Queen Elizabeth Hotel im kanadischen Montreal in der Provinz Québec statt.
Insgesamt wurden 84 Spieler in zehn Runden gezogen. Der Draft kann vermutlich am ehesten als erster Draft bezeichnet werden, der der heutigen Talentziehung gleichkommt, da zuvor nie mehr als 24 Spieler ausgewählt worden waren. Es wurde mit dem Finnen Tommi Salmelainen auch erstmals ein Europäer ausgewählt. Nicht die ersten Draftpicks, sondern zwei Spieler, die sich die Philadelphia Flyers gesichert hatten, sorgten in den folgenden Jahren für Aufsehen. Bobby Clarke und Dave Schultz waren Säulen des Teams, das wiederholt den Stanley Cup gewinnen konnte.

## Draftergebnis
| Pick                           | Spieler                | Land                                           | NHL-Team              | College-/ Junioren-/ Profi-Team   |
| 1. Runde                       | 1. Runde               | 1. Runde                                       | 1. Runde              | 1. Runde                          |
| ------------------------------ | ---------------------- | ---------------------------------------------- | --------------------- | --------------------------------- |
| 1.                             | Réjean Houle (W)       | Kanada                                         | Montréal Canadiens    | Montréal Junior Canadiens (OHA)   |
| 2.                             | Marc Tardif (LW)       | Kanada                                         | Montréal Canadiens    | Montréal Junior Canadiens (OHA)   |
| 3.                             | Don Tannahill (LW)     | Kanada                                         | Boston Bruins         | Niagara Falls Flyers (OHA)        |
| 4.                             | Frank Spring (RW)      | Kanada                                         | Boston Bruins         | Edmonton Oil Kings (WCHL)         |
| 5.                             | Dick Redmond (D)       | Kanada                                         | Minnesota North Stars | St. Catharines Black Hawks (OHA)  |
| 6.                             | Bob Currier (C)        | Kanada                                         | Philadelphia Flyers   | Cornwall Royals (QMJHL)           |
| 7.                             | Tony Featherstone (RW) | Kanada                                         | Oakland Seals         | Peterborough Petes (OHA)          |
| 8.                             | André Dupont (D)       | Kanada                                         | New York Rangers      | Montréal Junior Canadiens (OHA)   |
| 9.                             | Ernie Moser (RW)       | Kanada                                         | Toronto Maple Leafs   | Estevan Bruins (WCHL)             |
| 10.                            | Jim Rutherford (G)     | Kanada                                         | Detroit Red Wings     | Hamilton Red Wings (OHA)          |
| 11.                            | Ivan Boldirev (C)      | Jugoslawien Sozialistische Föderative Republik | Boston Bruins         | Oshawa Generals (OHA)             |
| 12.                            | Pierre Jarry (LW)      | Kanada                                         | New York Rangers      | Ottawa 67’s (OHA)                 |
| 13.                            | J. P. Bordeleau (RW)   | Kanada                                         | Chicago Black Hawks   | Montréal Junior Canadiens (OHA)   |
| Weitere erwähnenswerte Spieler |                        |                                                |                       |                                   |
| 2. Runde                       |                        |                                                |                       |                                   |
| 14.                            | Dennis O’Brien (D)     | Kanada                                         | Minnesota North Stars | St. Catharines Black Hawks (OHA)  |
| 16.                            | Dale Hoganson (D)      | Kanada                                         | Los Angeles Kings     | Estevan Bruins (WCHL)             |
| 17.                            | Bobby Clarke (C)       | Kanada                                         | Philadelphia Flyers   | Toronto Marlboros (OHA)           |
| 23.                            | Bert Wilson (LW)       | Kanada                                         | New York Rangers      | London Knights (OHA)              |
| 24.                            | Larry Romanchych (C)   | Kanada                                         | Chicago Black Hawks   | Flin Flon Bombers (WCHL)          |
| 3. Runde                       |                        |                                                |                       |                                   |
| 25.                            | Gilles Gilbert (G)     | Kanada                                         | Minnesota North Stars | London Knights (OHA)              |
| 32.                            | Bobby Sheehan (C)      | Vereinigte Staaten                             | Montréal Canadiens    | St. Catharines Black Hawks (OHA)  |
| 4. Runde                       |                        |                                                |                       |                                   |
| 38.                            | Yvon Labre (D)         | Kanada                                         | Pittsburgh Penguins   | Toronto Marlboros (OHA)           |
| 5. Runde                       |                        |                                                |                       |                                   |
| 50.                            | Ed Patenaude (RW)      | Kanada                                         | Pittsburgh Penguins   | Calgary Centennials (WCHL)        |
| 51.                            | Butch Goring (C)       | Kanada                                         | Philadelphia Flyers   | Dauphin Kings (MJHL)              |
| 52.                            | Dave Schultz (LW)      | Kanada                                         | Philadelphia Flyers   | Salem Rebels (EHL)                |
| 55.                            | Brian Spencer (LW)     | Kanada                                         | Toronto Maple Leafs   | Swift Current Broncos (WCHL)      |
| 60.                            | Mike Baumgartner (D)   | Vereinigte Staaten                             | Chicago Black Hawks   | University of North Dakota (NCAA) |
| 6. Runde                       |                        |                                                |                       |                                   |
| 64.                            | Don Saleski (RW)       | Kanada                                         | Philadelphia Flyers   | Regina Pats (WCHL)                |
| 66.                            | Tommi Salmelainen (G)  | Finnland                                       | St. Louis Blues       | HIFK Helsinki                     |
| 68.                            | Lynn Powis (C)         | Kanada                                         | Montréal Canadiens    | University of Denver (NCAA)       |
| 71.                            | Dave Hudson (C)        | Kanada                                         | Chicago Black Hawks   | University of North Dakota (NCAA) |
| 7. Runde                       |                        |                                                |                       |                                   |
| 73.                            | Bob Collyard (C)       | Vereinigte Staaten                             | St. Louis Blues       | Colorado College (NCAA)           |